# Pseudanthistiria heteroclita
Pseudanthistiria heteroclita là một loài thực vật có hoa trong họ Hòa thảo. Loài này được (Roxb.) Hook.f. miêu tả khoa học đầu tiên năm 1896.